# 24e corps de réserve (Empire allemand)
Pour les articles homonymes, voir 24e corps d'armée.
Le 24e corps de réserve (également corps Gerok) est une grande unité de l'armée de l'Empire allemand créée en septembre 1914 qui participe à la Première Guerre mondiale, sur le front de l'Ouest. À la fin de 1914, l'unité est transférée sur le front de l'Est jusqu'en avril 1916. À cette date, le 24e corps d'armée est envoyé sur le front de l'Ouest et prend part à la bataille de Verdun. Dès août 1916, il est de retour sur le front de l'Est, puis en novembre 1917 il revient définitivement sur le front de l'Ouest.

## Historique

### 1914

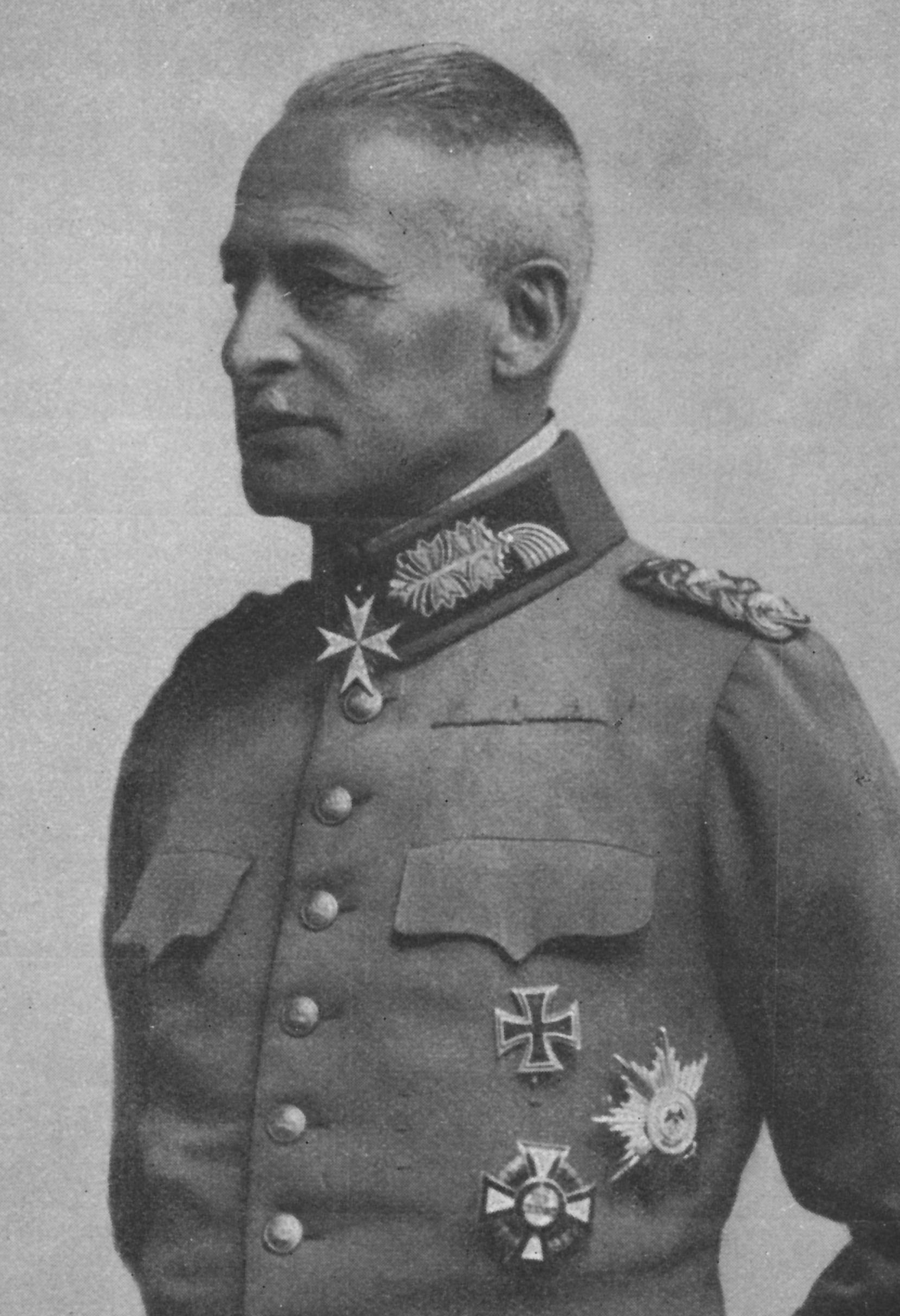
Friedrich von Gerok

Le corps est créé, le 12 septembre 1914, au début de la Première Guerre mondiale sous les ordres du général d'infanterie von Gerok. Après six semaines d'instruction, le corps est rattaché à la 6e armée sur le front de l'Ouest dans la région de Lille. Fin octobre 1914, les 48e et 25e divisions de réserve composant le 24e corps de réserve combattent dans la région de Le Maisnil-Fromelles pendant la Première bataille de La Bassée et puis dans le secteur d'Ypres.
Fin novembre 1914 , le corps est transféré sur le front de l'Est et subordonné à la 9e armée. Jusqu'en janvier 1915, il participe à la bataille de la ligne Łódź-Pabianice et à la bataille de Rawka-Bzura.

### 1915

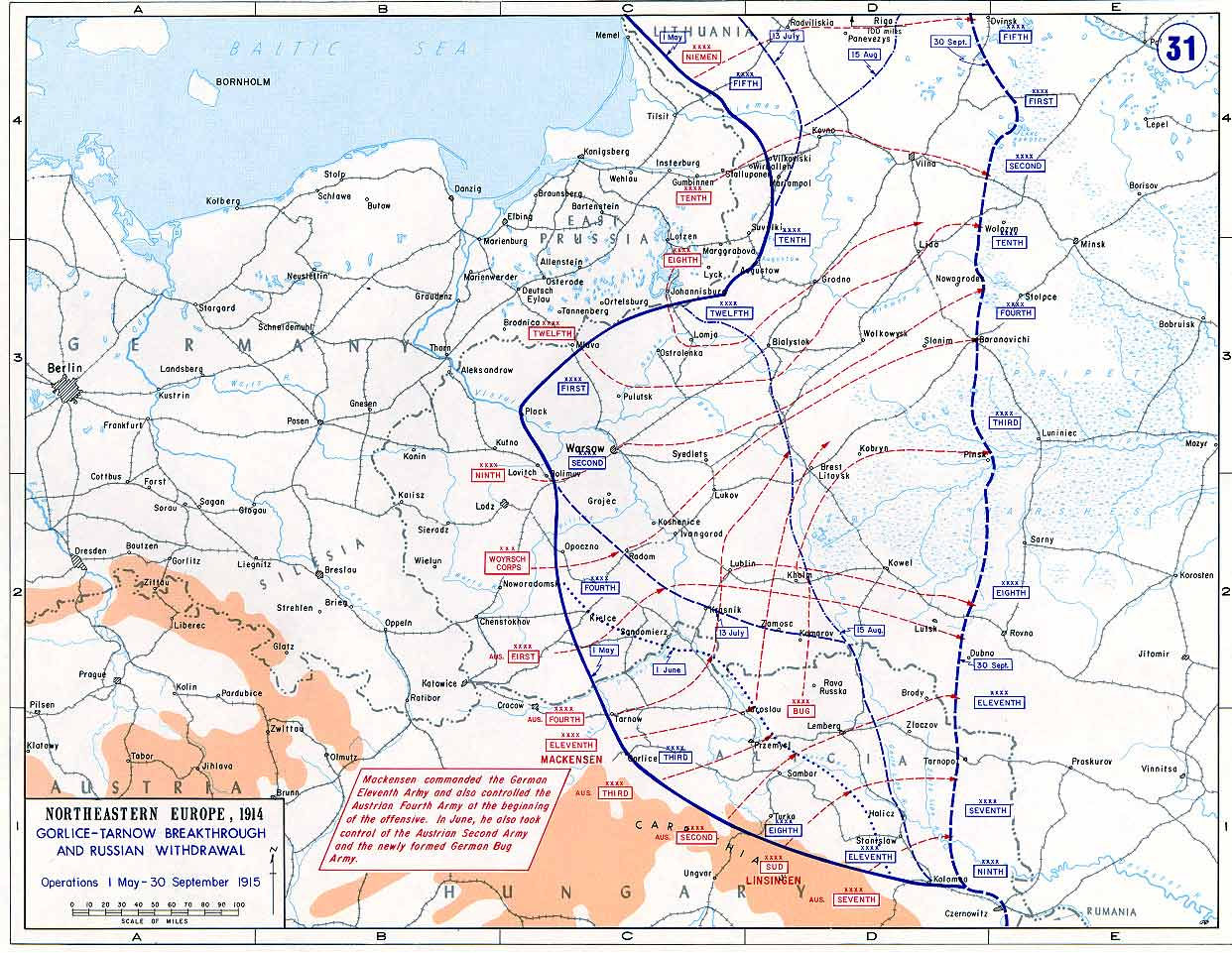
Situation du 1er mai au 30 septembre 1915

Au printemps 1915, le « corps Gerok » est remis aux Autrichiens en difficulté en Galicie et affecté à la nouvelle armée du Sud allemande dans les Carpates. Après la percée de Gorlice, le corps est affecté à l'armée du Boug début juin 1915 et combat fin juin avec la 11e division d'infanterie bavaroise et la 107e division d'infanterie nouvellement affectées à la bataille de la Gnila Lipa et en juillet à Maslomencze. Le 26 août 1915, la forteresse de Brest-Litovsk est prise en collaboration avec le 22e corps de réserve de la 11e armée et le 6e corps austro-hongrois. Pour ces combats, les 1re et 22e divisions d'infanterie ont été subordonnées au corps. Le 16 septembre, le corps réussit à s'emparer de Pinsk avec le 41e corps de réserve. Fin septembre, le commandement général est transféré à Kovel et, après l'échec de l'offensive austro-hongroise dans la bataille de Rivne en Volhynie, il mène des contre-attaques de soulagement sur la ligne Sokul-Kolki, qui sécurisent la ville de Loutsk. Sur le Styr, après avoir repoussé les fortes contre-attaques de la 8e armée russe, une nouvelle guerre des tranchées commence.

### 1916
En janvier 1916, le commandement général du 24e corps de réserve, nommé « groupe Gerok », prend également temporairement sous son commandement le corps de cavalerie royal et impérial, le corps de cavalerie Hauer et le corps d'armée Fath (de).
Début avril 1916, le corps est à nouveau transporté sur le front occidental avec le 22e corps de réserve sous les ordres de von Falkenhayn (de) et est affecté au « Groupe d'attaque ouest » du général von Gallwitz pendant la bataille de Verdun. Le 13 mai 1916, le corps prend la relève du 6e corps de réserve engagé sur la rive ouest de la Meuse. Il remplace le 6e corps de réserve avec les 38e et 54e divisions d'infanterie qui lui sont attribuées devant la Cote 304 et sur le Mort-homme. Au sud de Béthincourt, la 4e division d'infanterie et la 11e division d'infanterie bavaroise, qui tient jusqu'à Avocourt, sont temporairement attribuées au corps.
En août 1916, le corps se déplace à nouveau vers l'est, où il combat en Galicie orientale entre la Zlota-Lipa et Narajowka. La 2e armée roumaine (de) lance une offensive de dégagement contre l'aile sud élargie de la 1re armée austro-hongroise (Generaloberst Rohr von Denta). Le 24e corps de réserve qui y est engagé se trouve alors en grande difficulté. La 1re division de cavalerie impériale et royale (FML de Ruiz) ainsi que la 218e division d'infanterie allemande doivent se retirer du bassin de Soveja par les vallées de Putna et de Susita. La 117e division d'infanterie allemande doit être amenée en renfort.

### 1917 - 1918
En novembre 1917, le corps d'armée est retourné sur le front occidental. Il y est d'abord engagé auprès de la 3e armée en Champagne et, à partir de février 1918, sous le nouveau général commandant Felix Langer, auprès de la 7e armée dans la région de Moronvillers à l'est de Reims.
À la mi-juillet 1918, lors de la deuxième bataille de la Marne, la 1re armée se voit attribuer la ligne Épernay-Châlons, en Champagne, la 3e armée doit soutenir une attaque entre Prunay et Massiges en direction du sud-est. Dans ce contexte, le « corps Langer » avec la 3e division de la Garde, les 9e et 26e divisions d'infanterie, ainsi que les 80e division de réserve (de) participent à des avancées en direction de Prosnes, qui ne progressent cependant pas. Après les contre-attaques de la 4e armée française, Aubérive est perdue début août et le repli progressif sur Juniville devient nécessaire. En septembre 1918, le corps d'armée se bat dans la région à l'est de Rethel, secondé par les 14e et 239e divisions d'infanterie lui étant subordonnées.

## Formation
Composition du corps en janvier 1915 :
- 48e division de réserve
- 19e division des troupes d'infanterie à Pilsen
- 131e brigade de Landsturm

Dans l'armée du Boug en juillet 1915, le "corps Gerok" est composé de :
- 11e division bavaroise
- 107e division d'infanterie

## Chefs de corps
| Grade                  | Nom                 | Date                                 |
| ---------------------- | ------------------- | ------------------------------------ |
| General der Infanterie | Eberhard von Claer  | 25 août au 12 septembre 1914         |
| General der Infanterie | Friedrich von Gerok | 12 septembre 1914 au 19 février 1918 |
| Generalleutnant        | Felix Langer        | 29 février 1918 au 10 janvier 1919   |

## Anecdote
En tant qu'officier d'ordonnance, Harry Kessler participe à la campagne du corps d'armée des Carpates à Verdun et le retrace dans son journal.